# 巴布亞諸語言
巴布亞諸語言（英語：Papuan languages）是指在新几内亚岛及鄰近地區流通，但不屬於南島語系的多種語言的集合。由於這個語系內有多達800多種不同的語言，而語言間的差異又很大，有不少語言學家都認為現時的分類其實未是最完善的，只是臨時應用的一種分類。

## 外部連結
- 2003 bibliography of languages (Papuan and Austronesian) of Indonesian Papua
- Summer Institute of Linguistics site on languages (Papuan and Austronesian) of Papua New Guinea （页面存档备份，存于）

紅色表示巴布亞諸語言的分佈。黃褐色表示南岛民族，而灰色表示澳大利亚原住民语言歷史上的區域

- Map of Papuan languages (formerly known as the East Papuan family) of island Melanesia
- Bill Foley on Papuan languages （页面存档备份，存于）
- Dryer's Papuan Language Families and Genera （页面存档备份，存于）